# Visblaas

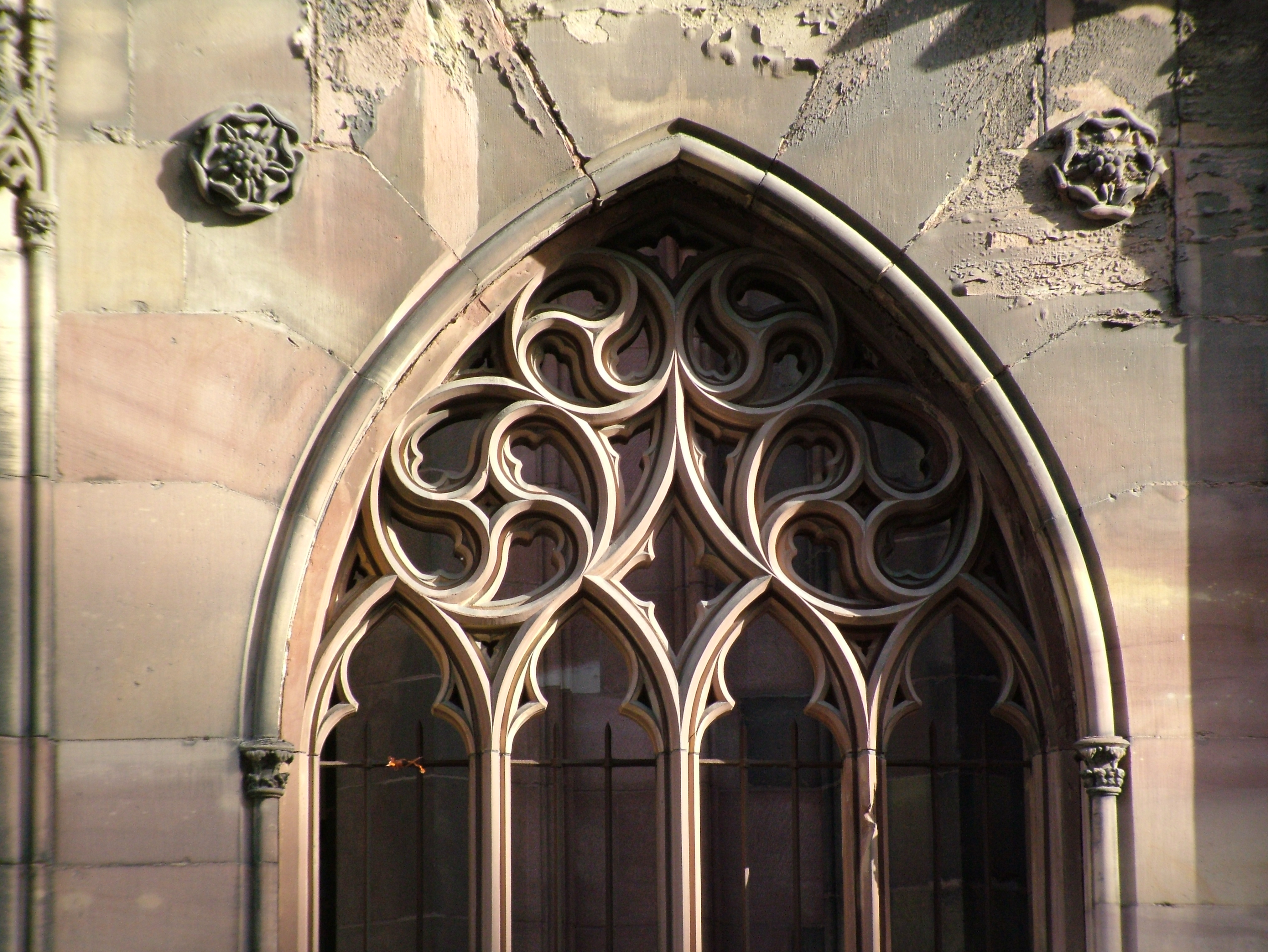
Verschillende visblaasmotieven

Een visblaas of snuit is een drielobbige afgesloten vorm in maaswerk, waarbij de staart van deze vorm spits eindigt. Deze staart kan volledig recht zijn, maar loopt meestal eerst recht van de ronde lob af om daarna opzij te zwenken. Zo ontstaat er een gebogen druppelvorm. Visblaasornamenten zijn voornamelijk gebruikt in de gotische traceringen van vensters, waaronder roosvensters. Ze worden veelvuldig gebruikt in combinatie met andere sierlijke motieven.
De twee naar binnen wijzende punten worden ieder een toot genoemd. Deze toot kan naar binnen toe verschillende kanten op gericht zijn, waardoor er met visblaasmotieven heel veel variaties mogelijk zijn.
Verschillende vormen en combinaties van visblazen hebben een eigen benaming:
- tweesnuit, twee visblazen in een cirkel geplaatst
- driesnuit, drie visblazen in een cirkel geplaatst
- viersnuit, vier visblazen in een cirkel geplaatst
- vijfsnuit, vijf visblazen in een cirkel geplaatst
- druppel, een visblaas zonder toten
- hart, een visblaas met één toot

Ze kunnen verder blind of opengewerkt zijn.

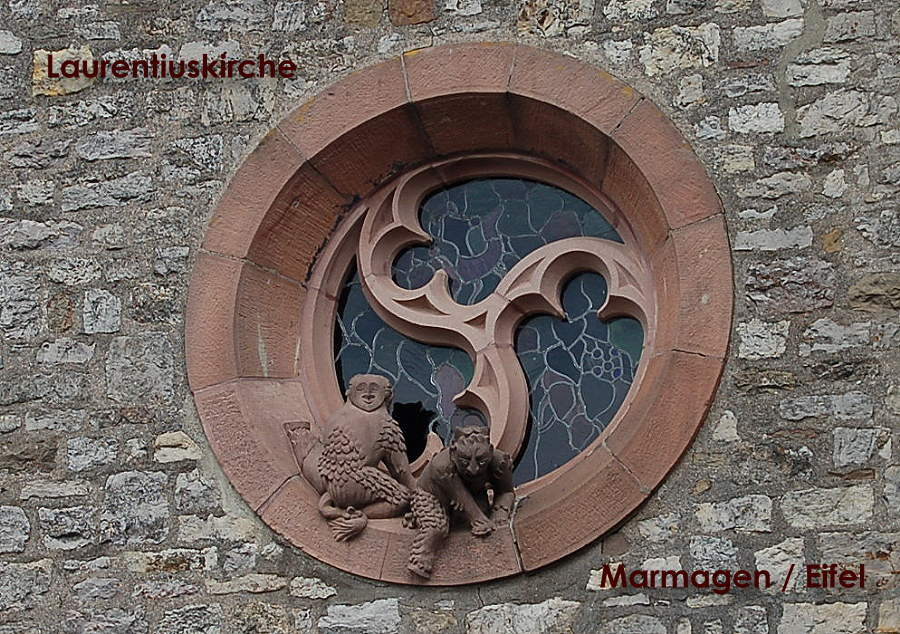
Visblaasmotief
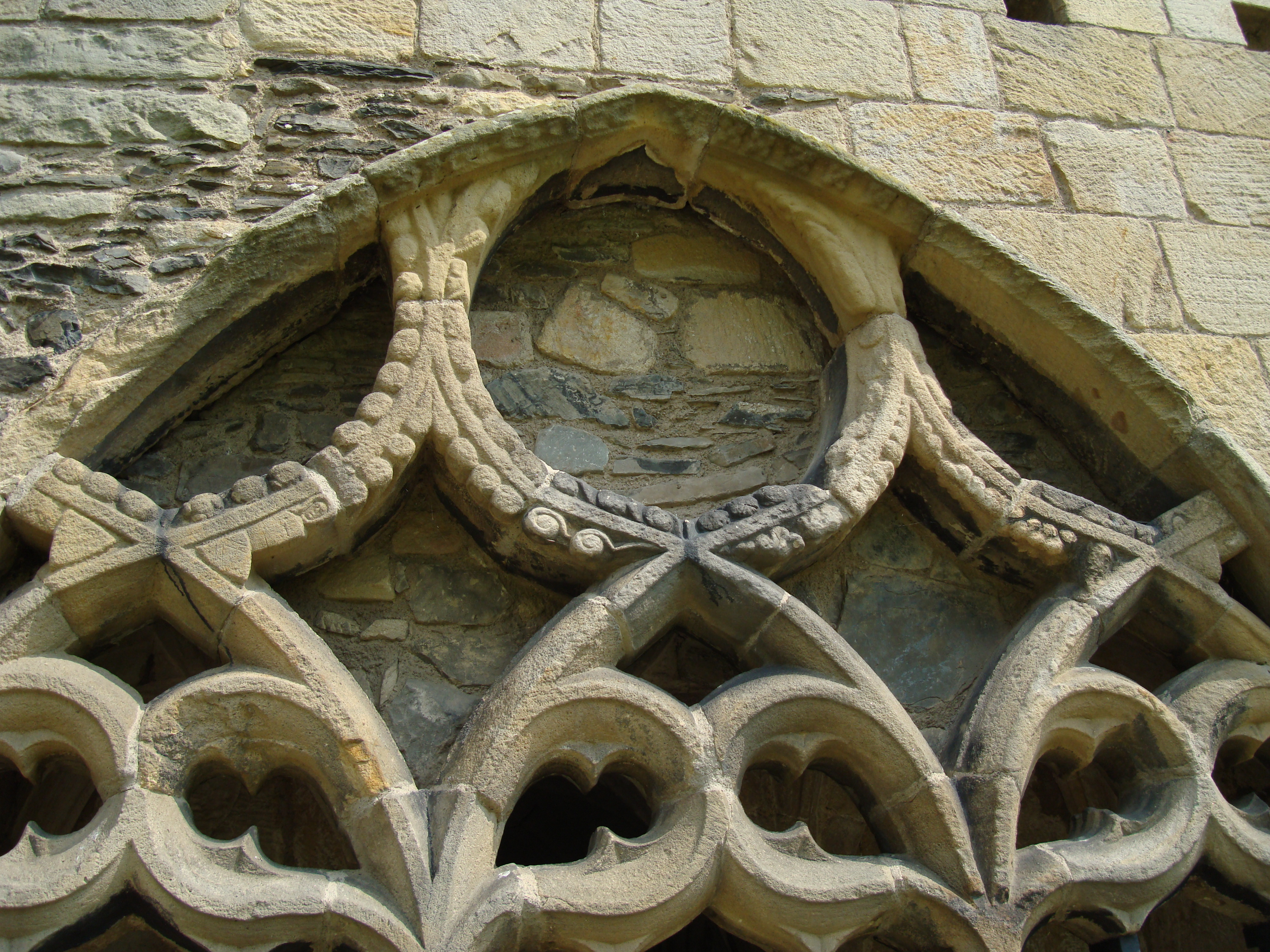
onder kleine visblazen
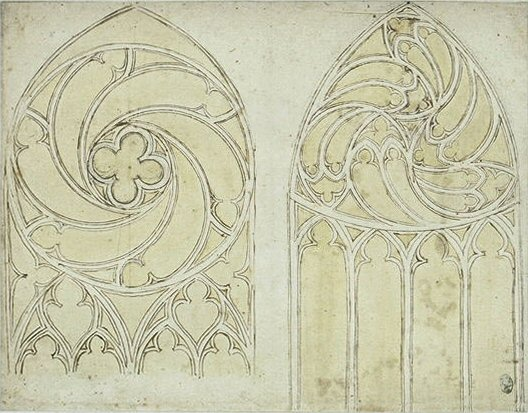
Diverse visblaasmotieven
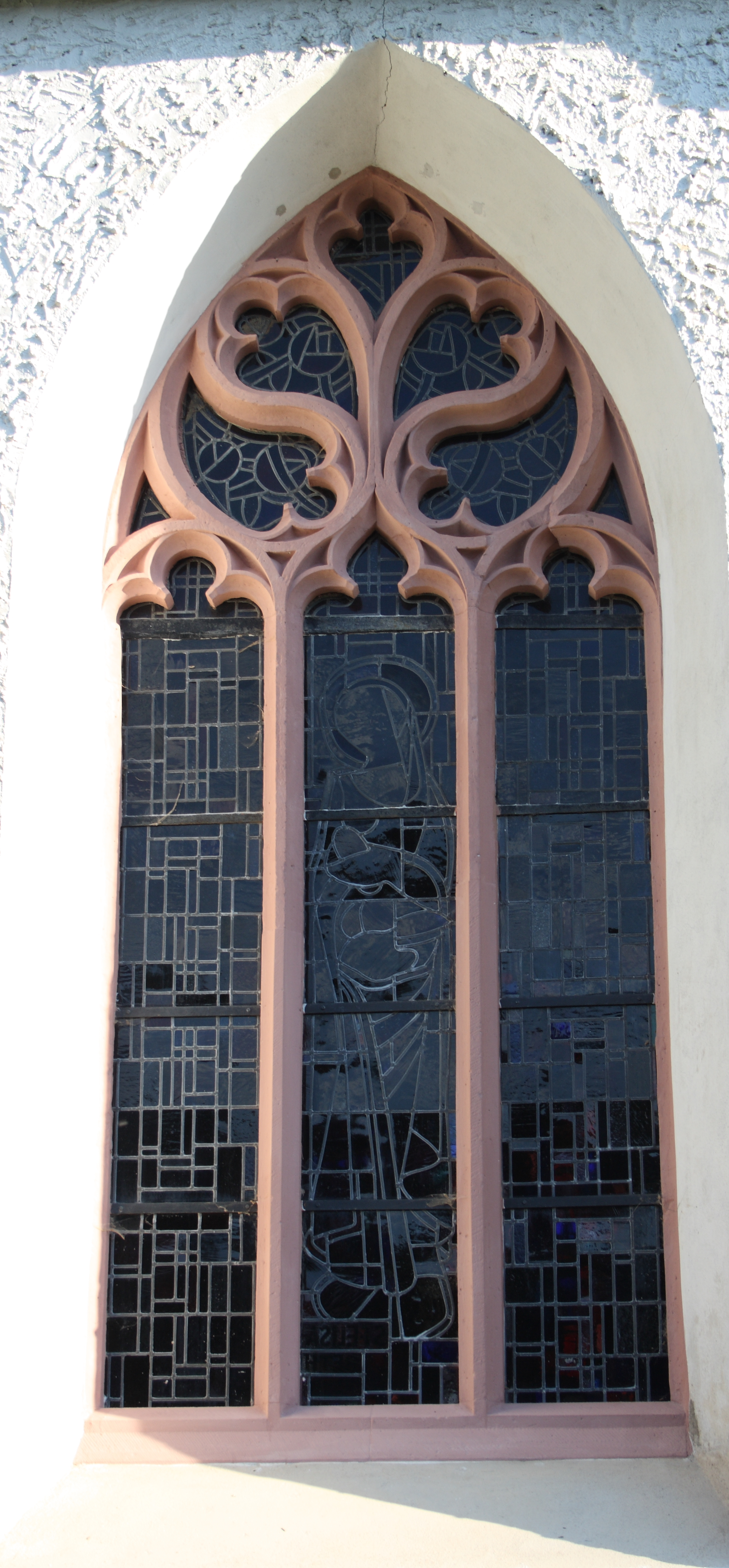
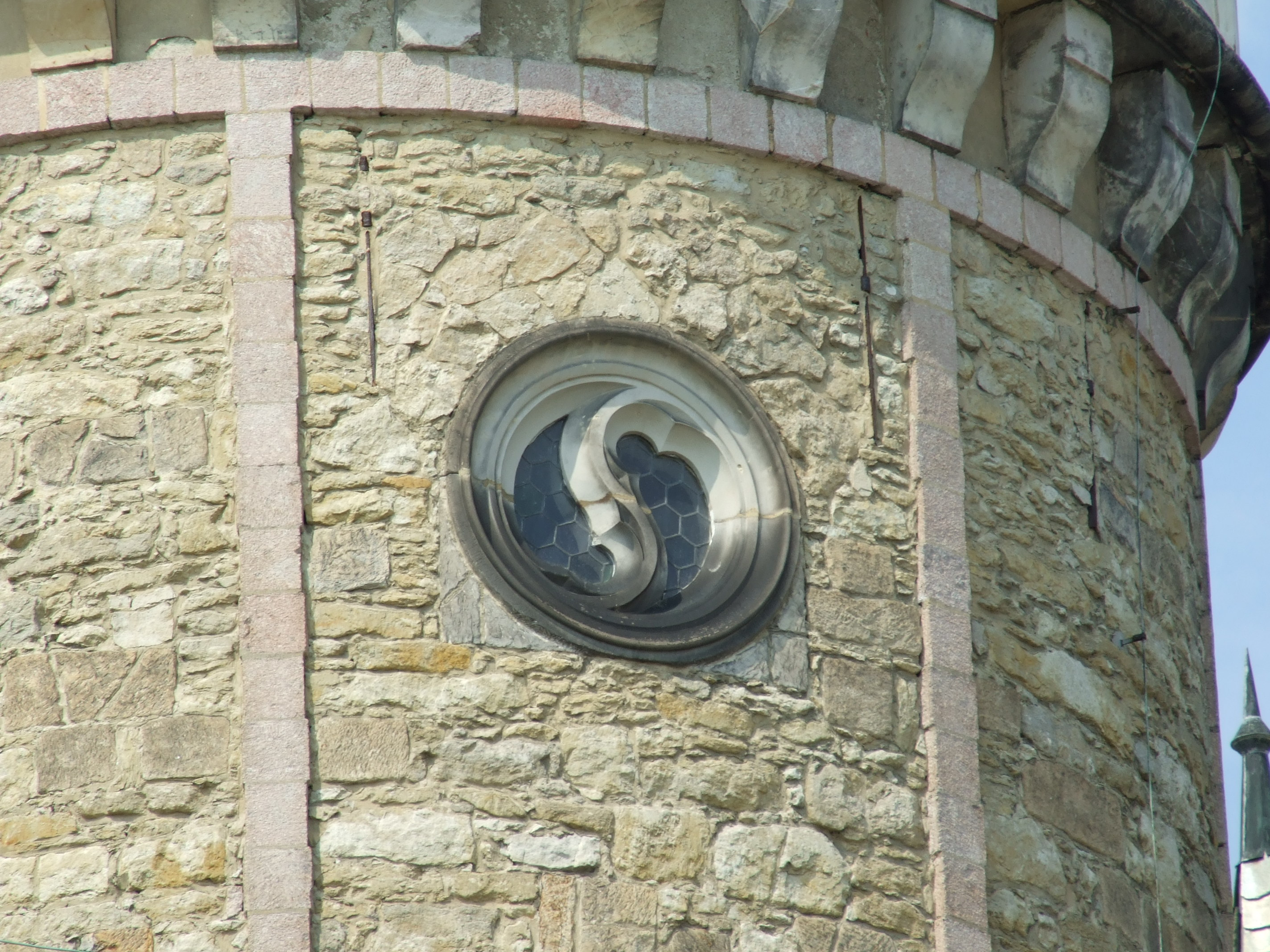
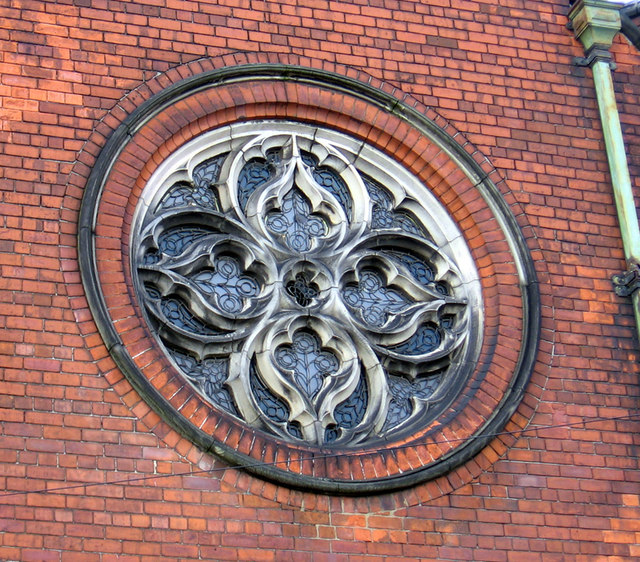
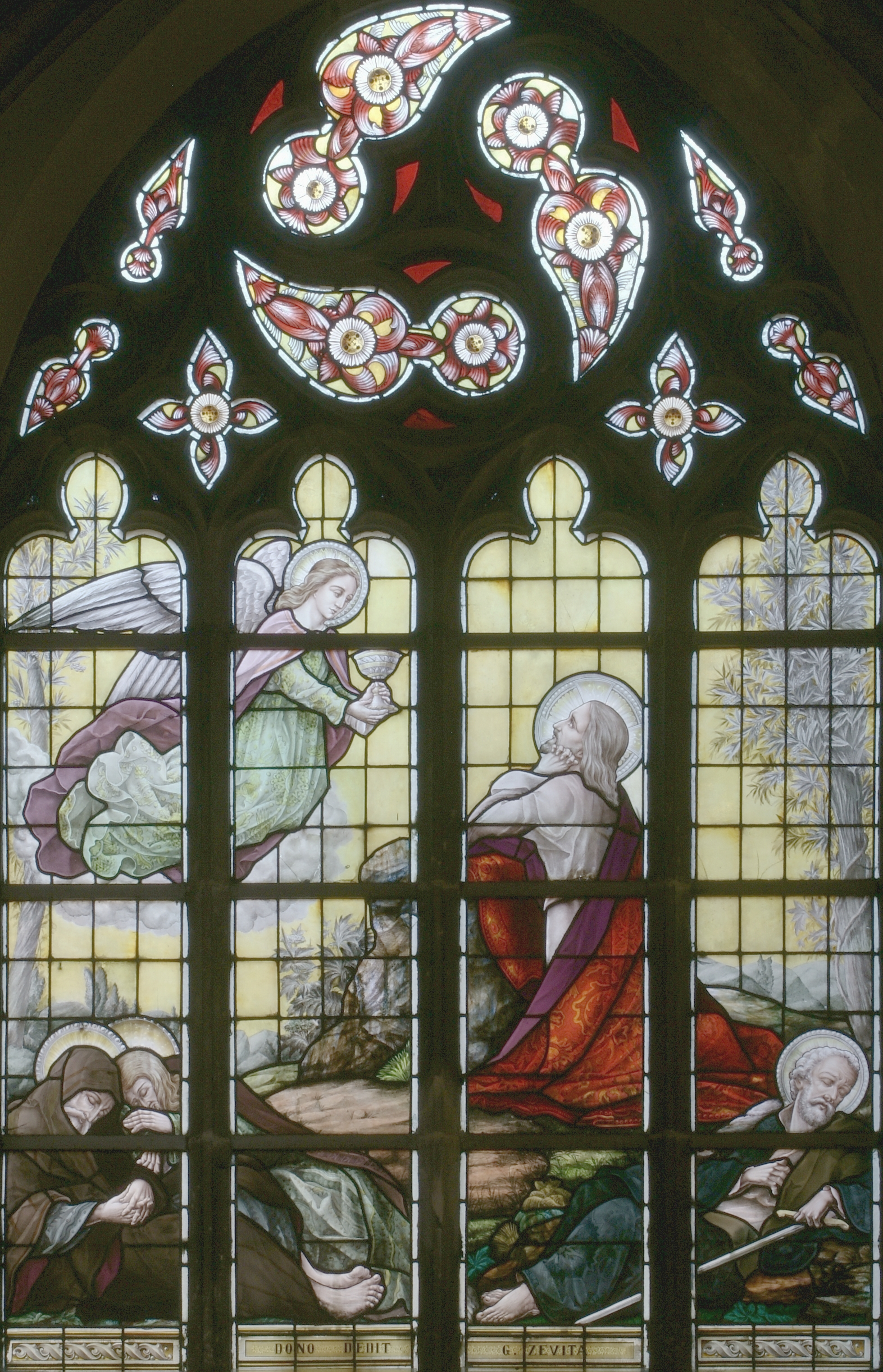
Van binnenuit gezien